# Nell
Nell é um filme de drama estadunidense de 1994 dirigido por Michael Apted, de um roteiro escrito por William Nicholson. O filme é estrelado por Jodie Foster (que também produziu) como Nell Kellty, uma jovem que tem que enfrentar outras pessoas pela primeira vez depois de ser criada por sua mãe em uma cabana isolada. Liam Neeson, Natasha Richardson, Richard Libertini e Nick Searcy são destaque em papéis coadjuvantes. O filme é uma adaptação cinematográfica da peça teatral Idioglossia de Mark Handley, o roteiro de Nell foi desenvolvido pela coprodutora Renée Missel e foi inspirado pelo tempo de Handley vivendo nas Cordilheira das Cascatas na década de 1970, e a história dos gêmeos Poto e Cabengo, que criaram sua própria língua.
Nell recebeu lançamento limitado em 16 de dezembro de 1994, antes de expandir para o lançamento em 23 de dezembro. O filme, após o lançamento, recebeu críticas mistas de críticos de cinema que elogiaram a direção, trilha sonora e performances, mas criticaram sua execução e exploração limitada da personagem-titular, e foi um sucesso de bilheteria que arrecadou mais de US$106 milhões em todo o mundo, com um orçamento de produção de US$24,5 milhões.
A performance de Foster foi amplamente elogiada e trouxe vários prêmios e indicações. Ela ganhou o primeiro Prémio Screen Actors Guild de melhor atriz principal em cinema e foi indicada ao Oscar de melhor atriz e ao Globo de Ouro de melhor atriz em filme dramático. O filme também recebeu duas indicações adicionais no 52º Globo de Ouro de melhor filme dramático e melhor trilha sonora original.

## Sinopse
Relata a história fictícia de uma garota que é encontrada numa casa afastada da cidade. Apesar de não poder ser considerada uma criança selvagem, ela não aprendeu a falar pois a mãe foi encontrada morta e tudo indicava que sofria de algum tipo de distúrbio neurológico, mas descobriu-se que fora efeito da criação isolada (após a morte de sua mãe e da sua irmã) e aprendizado da linguagem afásica de sua mãe, possível vítima de um AVC.
O filme trata de uma mulher de cerca de 30 anos que foi criada na floresta longe de toda sociedade e civilização, tendo contato somente com a sua genitora e sua irmã gêmea falecida entre 6 a 10 anos de idade. A mãe de Nell sofreu derrame e por isso não possuía uma dicção adequada, era afásica, e se escondia do “mundo” provavelmente (Não se pode afirmar por se tratar de uma hipótese)  por ter sido vítima de estupro e não possuía parentes para lhe amparar.
Sendo assim, Nell viveu por trinta anos uma vida simples, e possuía um dialeto próprio inspirado nas dificuldades da fala da mãe e da própria vivência da moça, até ser descoberta pelo Dr Jerome Lovell no momento em que ele foi constatar a morte de sua mãe.
Daí, Nell se tornou um caso curioso e interessante para este doutor e tantos outros que ele solicitou ajuda e o filme concentra-se na decisão: - O que fazer com Nell ? Ela era capaz de viver sozinha na floresta? Deveria ser internada num hospital? Era autista, deficiente mental, louca?... A trama gira em torno desta decisão e os médicos Dr Jerome Lovell e Drª Paula (psicóloga) tentam defender suas opiniões, inicialmente antagônicas, mas durante a observação mudaram de opinião e tentaram um consenso.
A aproximação de Nell, provocou no médico e na psicóloga uma imersão para si mesmos, quando eles passaram a vislumbrar as possibilidades diferentes que eles próprios poderiam ter em relação a sua própria vida.
Na penúltima cena, os personagens estão no tribunal decidindo o que fazer da vida da “Mulher Selvagem” é quando Nell decide se expressar em seu dialeto e o Dr Lovell serve de intérprete, neste momento fica clara a desenvoltura, a maturidade e a autonomia dela. Sendo assim, a personagem principal consegue provar que é capaz de viver sozinha e na cena final, ela já está em sua casa na floresta comemorando seu aniversário com os amigos.

## Elenco
- Jodie Foster .... Nell Kellty
- Liam Neeson .... Dr. Jerome "Jerry" Lovell
- Natasha Richardson .... Dr. Paula Olsen
- Richard Libertini .... Dr. Alexander "Al" Paley
- Nick Searcy .... xerife Todd Peterson
- Jeremy Davies .... Billy Fisher
- Robin Mullins .... Mary Peterson
- O'Neal Compton .... Don Fontana
- Sean Bridgers .... Mike Ibarra
- Joe Inscoe .... juiz
- Heather M. Bomba e Marianne E. Bomba .... gêmeas
- Stephanie Dawn Wood .... Ruthie Lovell
- Nicole Adair .... criança autista
- Marlon Jackson .... enfermeiro

## Produção
A produção ocorreu na Carolina do Norte, incluindo a cidade de Robbinsville e a cidade de Charlotte.

## Recepção

### Bilheteria
O filme estreou com US$5,7 milhões. Ele finalmente arrecadou US$33,6 milhões no mercado interno, ao mesmo tempo em que arrecadou mais de US$73 milhões em todo o mundo, totalizando US$106,6 milhões em todo o mundo.

### Resposta crítica

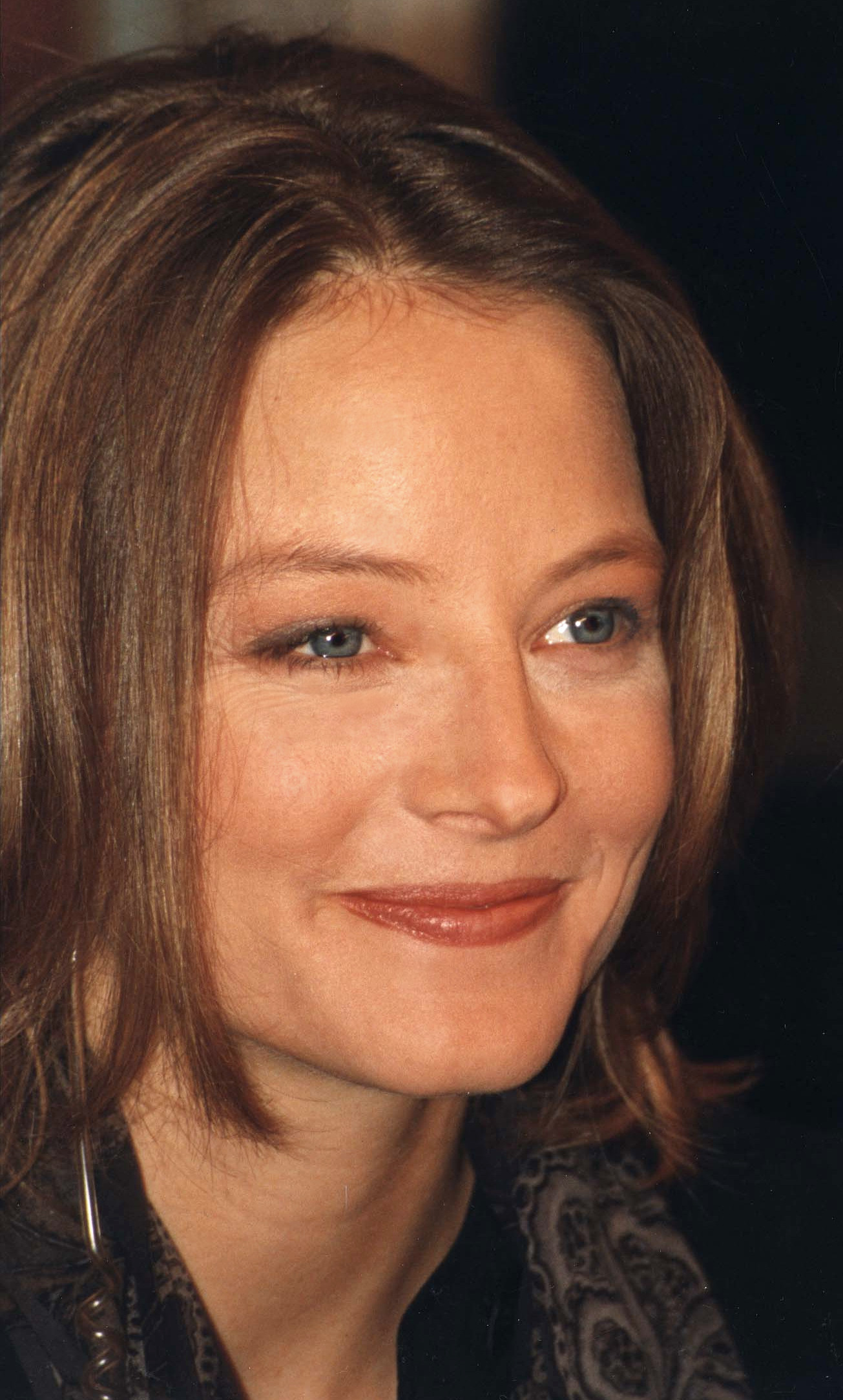
A atuação de Jodie Foster como a personagem-titular recebeu grande aclamação da crítica e lhe rendeu uma indicação ao Oscar de melhor atriz.

Nell recebeu críticas positivas da crítica, que elogiou o elenco, mas criticou o roteiro. Foster recebeu elogios por sua performance. A crítica do Washington Post observou que "Jodie Foster, transcendente no papel-título bravura, é muito maior do que o próprio filme, e sua performance ajuda a camuflar as fraquezas de sua estrutura e a ingenuidade de seus temas." Em sua crítica para o The New York Times, Janet Maslin observou que: "Por todo o seu brilho técnico, nem mesmo o desempenho intenso e realizado da Sra. Foster no papel-título é muito surpreendente. A história de Nell se desenrola de maneiras inesperadamente previsíveis, agarrando-se ferozmente ao pensamento banal de que a inocência de Nell a torna mais pura do que qualquer outra pessoa na história." Maslin também desejou que o filme tivesse explorado a sexualidade adulta de Nell. Roger Ebert gostou do filme, comentando que "Apesar de sua filosofia previsível, no entanto, Nell é um filme eficaz, e comovente". Ele também destacou as performances de Foster e Neeson. O filme atualmente detém uma pontuação de 55% no Rotten Tomatoes de 33 críticas. O consenso do site afirma: "Apesar de uma performance comprometida de Jodie Foster, Nell opta por um melodrama pesado em vez de se envolver com os dilemas éticos de socializar sua filha selvagem titular."

### Listas de filmes de fim de ano
- 2º – John Hurley, Staten Island Advance[8]
- 5º – Christopher Sheid, The Munster Times[9]
- Top 10 (listado em ordem alfabética, não classificado) – Eleanor Ringel, The Atlanta Journal-Constitution[10]
- Top 10 (listado em ordem alfabética, não classificado) – Jeff Simon, The Buffalo News[11]
- Menção honrosa – Betsy Pickle, Knoxville News-Sentinel[12]
- Menção honrosa – Duane Dudek, Milwaukee Sentinel[13]
- Menção honrosa – Michael MacCambridge, Austin American-Statesman[14]

### Prêmios e indicações
| Prêmio                                          | Categoria                                                          | Candidato    | Resultado   |
| ----------------------------------------------- | ------------------------------------------------------------------ | ------------ | ----------- |
| Oscar                                           | Melhor Atriz                                                       | Jodie Foster | Indicado    |
| Associação de Críticos de Cinema de Chicago     | Melhor Atriz                                                       | Jodie Foster | Indicado    |
| Dallas-Fort Worth Film Critics Association      | Melhor Atriz                                                       | Jodie Foster | Venceu      |
| David di Donatello                              | Melhor Atriz Estrangeira                                           | Jodie Foster | Venceu      |
| MTV Movie Awards                                | Melhor Performance Feminina                                        | Jodie Foster | Indicado    |
| Associação de Críticos de Cinema de Los Angeles | Melhor Atriz                                                       | Jodie Foster | Vice-campeã |
| Sociedade de Críticos de Cinema de Boston       | Melhor Atriz                                                       | Jodie Foster | Vice-campeã |
| Sociedade Nacional de Críticos de Cinema        | Melhor Atriz                                                       | Jodie Foster | Vice-campeã |
| Associação de Críticos de Nova Iorque           | Melhor Atriz                                                       | Jodie Foster | Vice-campeã |
| Goldene Kamera                                  | Melhor Atriz Internacional                                         | Jodie Foster | Venceu      |
| Screen Actors Guild Awards                      | Desempenho excepcional de uma atriz feminina em um papel principal | Jodie Foster | Venceu      |
| Southeastern Film Critics Association Awards    | Melhor Atriz                                                       | Jodie Foster | Venceu      |
| Golden Screen Awards                            | Melhor Atriz                                                       | Jodie Foster | Venceu      |
| Golden Globe Awards                             | Melhor atriz em um filme dramático                                 | Jodie Foster | Indicado    |
| Golden Globe Awards                             | Melhor filme dramático                                             | Jodie Foster | Indicado    |
| Golden Globe Awards                             | Melhor filme dramático                                             | Renee Missel | Indicado    |
| Golden Globe Awards                             | Melhor filme dramático                                             | Graham Place | Indicado    |
| Golden Globe Awards                             | Melhor Trilha Sonora Original                                      | Mark Isham   | Indicado    |